# Thomas Franck (Fußballspieler)
Thomas Franck (* 24. Februar 1971 in Heppenheim) ist ein ehemaliger deutscher Fußballspieler.

## Karriere
Der Mittelfeldspieler Franck begann seine Bundesligakarriere beim SV Waldhof Mannheim. 1988 kam er zu seinem ersten von 123 Einsätzen in der 1. Bundesliga. Nach zwei Jahren in Mannheim wechselte er zu Borussia Dortmund und wurde unter anderem zweimal Deutscher Meister. In der Saison 1995/96 bestritt er nur fünf Einsätze und wechselte zum in die 2. Liga abgestiegenen 1. FC Kaiserslautern. Verpflichtet wurde er unter Trainer Eckhard Krautzun, der kurz vor Saisonbeginn von Otto Rehhagel abgelöst wurde. Unter Rehhagel war er kein Stammspieler und kam in der Saison 1997/98 nicht mehr zum Einsatz. Nachdem er ein Jahr lang vereinslos gewesen war, ging er 1999 zu seinen Jugendverein Waldhof Mannheim, bei dem er einmal in der 2. Liga eingesetzt wurde. Zum Ende seiner Karriere wechselte Franck zum SV Darmstadt 98 in die Regionalliga Süd und kam auf acht Einsätze in zwei Jahren. Er beendete seine Karriere im Sommer 2002.

## Erfolge
- Vize-UEFA-Pokal-Sieger 1993 mit Borussia Dortmund
- zweimal Deutscher Meister 1995, 1996 mit Borussia Dortmund
- Vizemeister der 1. Bundesliga 1992 mit Borussia Dortmund